# 斎藤宜義
斎藤 宜義（さいとう ぎぎ、文化13年（1816年）1月 - 1889年（明治22年）8月9日）は、江戸時代後期から明治時代の和算家（数学者）。宜義は字で、長次郎または長平（戸籍）といった。号は算象、逐葊または乾坤独算民。上野国群馬郡板井村（現・群馬県佐波郡玉村町板井）の出身で、父も和算家の斎藤宜長。墓所は群馬県指定史跡（昭和24年1月11日指定）。

## 生涯
上野国群馬郡板井村の和算家・斎藤宜長の子として生まれる。兄弟姉妹の有無は不明。
父に和算の教えを受け、数え11歳の文政9年（1826年）には「斎藤宜長教授」として大堀辰五郎宜之とともに新町宿の稲荷社に算額を奉納している（『算法雑俎』）。江戸に出て和田寧の教えも受けたとされている。
天保5年（1834年）に『算法円理鑑』の序を書いており、同書はサイクロイドなどそれまで公刊された和算書に載っていなかった問題を含んでいる。宜義著・宜長閲となっているものの、当時宜義は数え19歳のため実質的に宜長の著作であるというのが定説となっている。同書で宜義は関流七伝を称していることからこのときには既に父から免許を与えられていたものとみられる。
奇人であったらしく、晩年は生活にも困窮し、雨漏りも直さない家で研究に没頭したという。着るものもぼろぼろで不衛生な有様だったと伝えられる。高弟・岸幸太郎の家で世話になることも多かったが、常に考え事をしていて食事にも関心がないようだったという。
墓所は玉村町板井の宝蔵寺にあり、戒名は「数学院乾坤自白宜義居士」。
宜義の子・伊茂吉の代で斎藤氏は断絶し、火災により資料も焼失したため宜義と父・宜長については不明な点も多い。娘の子孫が現存している。

## 著書
- 天保5年（1834年）『算法円理鑑』 - 斎藤宜長閲・斎藤宜義著
- 天保8年（1837年）『算法円理起源表』 - 柳沢伊寿編・斎藤宜義閲
- 天保11年（1840年）『算法円理新々』 - 斎藤宜義著
- 万延元年（1860年）『数理神篇』 - 斎藤宜義閲

## 弟子
- 中曽根慎吾宗邡 - 文政7年（1824年）碓氷郡下里見村（現・高崎市下里見町）の生まれ[12]。最初小野栄重門下の桜井清右衛門義鄰に学び、弘化元年（1844年）宜義に入門、弘化3年（1846年）に三題免許を与えられた。上掲『教理神篇』下巻の編集を手がけた。のちに剣持章行・内田五観にも師事。万延元年（1860年）に上野国一社八幡宮に奉納した算額は群馬県指定重要文化財となっている[13]。『数理神篇』の巻頭で「乾坤独算民斎藤宜義先生門人自問自答」として自問自答を載せる4人のうちの1人。
- 彦坂菊作（規矩作）範善 - 三河国吉田宿（現・愛知県豊橋市）の人[9]。和田寧、内田五観に師事。天保12年（1841年）に『算法円理鑑』の分与を依頼した書状を宜義に送ったことから関係が始まり、書状の往来によって通信教授を受けた。明治12年（1879年）1月28日没（碑銘では享年77歳、戸籍では72歳）[14]。『数理神篇』の巻頭で「乾坤独算民斎藤宜義先生門人自問自答」として自問自答を載せる4人のうちの1人。
- 田口文吾郎信武 - 文化9年（1812年）緑野郡笛木新町（現・高崎市新町）の裕福な商家に生まれる[15]。江戸に出て白石長忠に師事し安政元年（1854年）に三題免許を与えられた[13]。『数理神篇』の巻頭で「乾坤独算民斎藤宜義先生門人自問自答」として自問自答を載せる4人のうちの1人。
- 萩原禎助信芳 - 文久元年（1861年）免許[16]。
- 船津伝次平正武 - 『数理神篇』の序を書いている。
- 石黒藤右衛門信基 - 越中国射水郡高木村（現・富山県射水市）の人[9]。安政2年（1855年）に書状で宜義に入門を申し入れ、宜義も承諾して文通での教授を行った。明治2年（1869年）9月18日に34歳で死去[17]。石黒藤右衛門信由の曾孫。
- 岸幸太郎充豊 - 緑野郡東平井村（現・藤岡市）の人。明治8年（1875年）ごろに免許を与えられた[9]。山名八幡宮に奉納した算額は高崎市指定重要文化財に[18]、秋葉神社（藤岡市東平井）に奉納した算額は藤岡市指定重要文化財にそれぞれ指定されている[19]。
- 町田三津次郎清格 - 玉村八幡宮に算額（序文は宜義が書いている）を奉納している[20]。

## 斎藤宜長
斎藤 宜長（さいとう ぎちょう、天明4年（1784年） - 弘化元年10月9日（1844年11月18日））は、江戸時代後期の和算家。上野国群馬郡板井村（現・群馬県佐波郡玉村町板井）の出身で、和算家・斎藤宜義の父。四方吉または長右衛門と称し、号は旭山。
20歳の頃、碓氷郡板鼻宿（現・安中市板鼻）の小野栄重に弟子入りした。兄弟子・岩井重遠著の『算法雑俎』に宜長が文化11年（1811年）に金鑚神社に奉納した算額が記録されている。宜長が文化12年（1812年）に清水寺（高崎市石原町）に奉納した算額は、高崎市指定重要文化財となっている。このころ小野栄重から免許を与えられたとみられる。
天保2年（1831年）、江戸に出て和田寧の門人となった。
天保5年（1834年）、宜義著・宜長閲とされる『算法円理鑑』が刊行。当時宜義は数え19歳なので、実質的に宜長の著作であるというのが定説となっている。

### 弟子
- 市川玉五郎行英 - 甘楽郡勧能村（現・南牧村）の人。最初は武蔵国榛沢郡小茂田村（現・埼玉県児玉郡美里町）の桜沢英季に師事したが後に宜長に弟子入りし、文政9年（1826年）から11年（1828年）にかけて三題免許を与えられた。天保7年（1836年）に『合類算法』を刊行し、安政元年（1854年）に50歳で死去[26]。
- 柳沢正左衛門伊寿 - 文化8年（1811年）那波郡飯塚村（現・佐波郡玉村町飯塚）の生まれ。天保7年（1836年）に宜長から免許を与えられた。天保8年（1837年）の『算法円理起源表』では編者となっている。安政4年（1857年）9月1日死去[27]。
- 安原喜八郎千方 - 武蔵国賀美郡勅使河原村（現・埼玉県児玉郡上里町）の人。宜長から最後に免許を与えられた弟子で、天保11年（1840年）に三題免許を与えられた[28]。『数理神篇』の巻頭で「乾坤独算民斎藤宜義先生門人自問自答」として自問自答を載せる4人のうちの1人。